# Daedalma boliviana
Daedalma boliviana är en fjärilsart som beskrevs av Otto Staudinger 1897. Daedalma boliviana ingår i släktet Daedalma och familjen praktfjärilar. Inga underarter finns listade i Catalogue of Life.